# Міністр закордонних справ Португалії
Список міністрів закордонних справ Португалії

## Королівство
- 1828—1833: Мануел Франсішку де Барруш

## Республіка
1. Антоніу де Олівейра Салазар — (1936–1947);
2. Жозе Каейру да Мата — (1947–1950);
3. Паулу Кунья — (1950–1956);
4. Марселу Каетану — (1956–1957);
5. Паулу Кунья — (1957);
6. Марселу Каетану — (1957);
7. Паулу Кунья — (1957–1958);
8. Марселу Матіаш — (1958–1961);
9. Альберту Франку Ногуейра — (1961–1969);
10. Марселу Каетану — (1969–1970);
11. Руї Патрісіу — (1970–1974).
12. Маріу Суаріш — (1974–1975);
13. Ернесту де Мелу Антуніш — (1975);
14. Маріу ді Олівейра Руйву — (1975);
15. Ернесту де Мелу Антуніш — (1975–1976);
16. Жозе Медейруш Феррейра — (1976–1977);
17. Маріу Суаріш — (1977–1978);
18. Віктор де Са Машаду — (1978);
19. Карлуш Коррейра Гагу — (1978);
20. Жуан Карлуш Лопіш Кардозу де Фрейташ-Круш — (1978–1980);
21. Діогу Фрейташ ду Амарал — (1980–1981);
22. Андре Гонсалвіш Перейра — (1981);
23. Васку Фушер Перейра — (1981–1983);
24. Андре Гонсалвіш Перейра — (1983);
25. Жайме Гама — (1983–1985);
26. Педру Піріш де Міранда — (1985–1987);
27. Жоао де Деуш Пінейро — (1987–1992);
28. Жозе Мануел Баррозу — (1992–1995);
29. Жайме Гама — (1995–2002);
30. Антоніу Мартінш да Круж — (2002–2003);
31. Тереза Патрісіу Гувейя — (2003–2004);
32. Антоніу Монтейру — (2004–2005);
33. Діогу Фрейташ ду Амарал — (2005–2006);
34. Луїш Амаду — (2006–2011);
35. Паулу Порташ — (2011–2013);
36. Руї Мачете — (2013–2015);
37. Августо Сантуш Сілва — (2015-2022);
38. Антоніу Кошта — (2022, в. о.);
39. Жуан Гомес Кравіньйо — (з 30 березня 2022).